# Малды-Питикасы
Малды́-Питикасы́ (чув. Малти Питтикасси) — деревня в Канашском районе Чувашской Республики. Входит в состав Ямашевского сельского поселения.

## География
Находится в центральной части Чувашии, на расстоянии приблизительно 18 км по прямой на северо-запад от районного центра города Канаш на левобережье реки Матис.

## История
Известна с 1859 года как околоток деревни Мачисова (ныне не существует) с 257 жителями. В 1906 году было учтено 90 дворов, 419 жителей, в 1926 — 83 двора, 418 жителей, в 1939—431 житель, в 1979—248. В 2002 году было 54 двора, в 2010 — 40 домохозяйств. В 1931 был образован колхоз «Сталин», в 2010 году действовало ООО"Хучель".

## Население
Постоянное население составляло 141 человек (чуваши 100 %) в 2002 году, 102 в 2010.